# 2024年チリ山火事
2024年チリ山火事（2024ねんチリやまかじ）は、2024年にチリで相次いで発生した山火事。

## 概要
2024年2月、首都サンティアゴから西方100キロの港湾都市バルパライソ周辺などチリの各地で大規模な森林火災が発生した。火災は住宅地に達し、多くの住民が焼け出された。消火活動は気温の上昇や強風、湿度の低さから困難を極めたことから、ガブリエル・ボリッチ大統領は同年2月3日の演説で「避難するよう指示を受けたら、迷わず逃げてほしい」と訴えたが、少なくとも137人が死亡したほか、16000人が住む場所を追われ、9800棟あまりの建物が被害を受けた。

## 原因
2024年は、エルニーニョ現象により気温の高い状態が続いており、山火事が発生しやすい条件にあったが、一部については発生当初から放火が疑われていた。同年5月、捜査当局は、森林に故意に火を付けた容疑でボランティアの消防士と農業省森林公社の職員を拘束した。